# رابین اینس
رابین اینس (انگلیسی: Robin Ince؛ زادهٔ ۲۰ فوریهٔ ۱۹۶۹) کمدین، فیلم‌نامه‌نویس، مجری و بازیگر اهل بریتانیا است. وی به واسطهٔ اجرای برنامهٔ رادیویی قفس میمون نامتناهی (به همراه برایان کاکس) و همچنین اجراهای استندآپ کمدی خود شناخته می‌شود.